# Simon Stadler (personnalité politique)
Pour les articles homonymes, voir Stadler.
Simon Stadler, né le 2 mai 1988 à Altdorf (originaire du même lieu), est une personnalité politique suisse, membre du Centre.
Il est député du canton d'Uri au Conseil national depuis décembre 2019.

## Biographie
Simon Stadler naît le 2 mai 1988 à Altdorf, dont il est aussi originaire. Il est le fils de l'ancien député au Conseil des États et membre du gouvernement uranais Hansruedi Stadler,.  
Après un apprentissage de maçon, il travaille près de sept ans sur des chantiers et obtient une maturité professionnelle en juin 2012. Il s'inscrit ensuite à la Haute école pédagogique de Schwytz, dont il obtient un diplôme d'enseignant du degré primaire en 2016.   
Il exerce le métier d'enseignant à Seedorf jusqu'à sa première session au Conseil national en décembre 2019.  
Il vit à Altdorf. Il est marié depuis 2022.  

## Parcours politique
Simon Stadler adhère aux Jeunes du Parti démocrate-chrétien (PDC ; le parti a fusionné depuis pour devenir Le Centre) d'Uri à 18 ans, en 2006. Il est président du PDC d'Altdorf depuis 2016,.
Il est député au Grand Conseil du canton d'Uri de juin 2012 à mai 2020.
Aux élections fédérales de 2019, il arrache son élection à la Chambre basse par 4 685 voix (39,2 %) contre 4 341 (36,3 %) à son concurrent de l'Union démocratique du centre (UDC) Pascal Blöchlinger, devenant le premier élu du PDC élu au Conseil national depuis 1914. Il siège au Conseil national depuis le 2 décembre 2019. Il est membre de la Commission de la science, de l'éducation et de la culture (CSEC). Il est brillamment réélu en octobre 2023 face à son adversaire de l'UDC Claudia Brunner.

## Positionnement politique
Il dépose le 5 juin 2023 avec le libéral-radical Matthias Jauslin et la vert'libérale Corina Gredig une motion demandant un péage variable au tunnel routier du Gothard et aux autres passages transalpins, relançant l'intérêt des médias pour la question des embouteillages sur l'axe nord-sud,.